# Slaget vid Jungfernhof
Slaget vid Jungfernhof var en skärmytsling mellan sachsiska-polska och svenska trupper vid staden Jungfernhof i Svenska Livland under stora nordiska kriget. De svenska trupperna segrade, och de sachsisk-polska trupperna tvingades retirera över floden Düna.